# Lymeon fuscipennis
Lymeon fuscipennis là một loài tò vò trong họ Ichneumonidae.